# The Haunted Pajamas
The Haunted Pajamas è un film muto del 1917 diretto da Fred J. Balshofer. La sceneggiatura, firmata dallo stesso regista, si basava sull'omonimo romanzo di Francis Perry Elliott pubblicato a Indianapolis nel 1911. Prodotto dalla Yorke Film Corporation, il film aveva come interpreti Harold Lockwood, Carmel Myers, Edward Sedgwick, Lester Cuneo, Paul Willis, Harry DeRoy, Helen Ware, William De Vaull.

## Trama
Richard Hudson riceve dalla Cina un paio di pigiami di seta, dono di un amico. Non sa però che i pigiami sono incantati e che hanno il potere, se indossati, di trasformare chiunque in un'altra persona. Quando Richard se ne mette uno, si tramuta in un feroce guerriero cinese, tale da incutere così tanto terrore in Jenkis, il suo maggiordomo, che questo smette di bere. La notte seguente, Jack Billings, un caro amico di Richard, manda da lui suo fratello Francis. Al momento di andare a letto, Francis indossa pure lui uno dei pigiami fatati, tramutandosi in Frances Kirkland, la ragazza di cui suo fratello è innamorato. In preda a una serie di shock, Richard rimane sempre più vittima del pigiama: viene rinchiuso come ladro e suo padre gli fa un occhio nero, accusandolo di farsi "passare per suo figlio". Sembra che le sue avventure non possano avere soluzione, fino a quando non arriva Kirkland, l'amico che gli ha inviato il dono stregato e che chiarisce finalmente il mistero dei pigiami magici.

## Produzione
Le riprese del film, che fu prodotto dalla Yorke Film Corporation, iniziarono a fine aprile 1917.

## Distribuzione
Distribuito dalla Metro Pictures Corporation, il film uscì nelle sale cinematografiche statunitensi l'11 giugno 1917. In Danimarca, fu distribuito con il titolo Den kinesiske Pyjamas il 13 giugno 1921, mentre in Ungheria uscì nell'aprile 1923 come Csodálatos köntös. In Francia, prese il titolo di Le Pyjama enchanté.
Il copyright del film, richiesto dalla Metro, fu registrato il 12 giugno 1917 con il numero LP10940.
Copia completa della pellicola si trova conservata negli archivi del George Eastman House di Rochester.